# Rezerwat Pineżański
Rezerwat Pineżański (ros. Государственный природный заповедник «Пинежский») – ścisły rezerwat przyrody (zapowiednik) w obwodzie archangielskim w Rosji. Znajduje się w rejonie pinieskim. Jego obszar wynosi 515,22 km², a strefa ochronna 305,45 km². Rezerwat został utworzony dekretem rządu Rosyjskiej Federacyjnej Socjalistycznej Republiki Radzieckiej z dnia 20 sierpnia 1974 roku. Dyrekcja rezerwatu znajduje się w miejscowości Pinega.

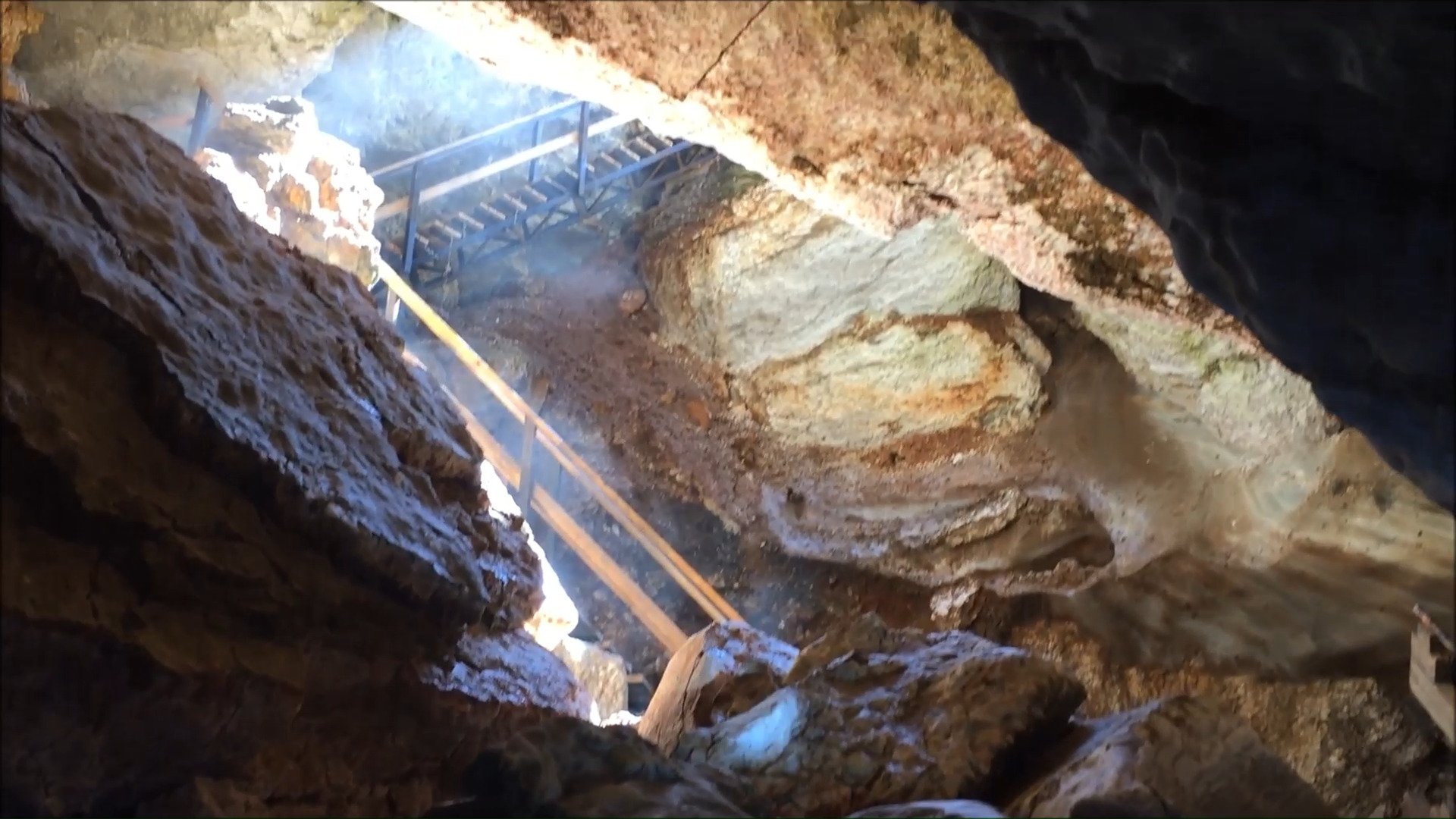
Wejście do jaskini Gołubinskij prował

## Opis
Rezerwat znajduje się na Płaskowyżu Biełomorsko-Kułoiskoje, w środkowym biegu rzeki Pinega, na jej prawym brzegu. Największą rzeką przepływająca przez rezerwat jest Sotka. Znajdują się tu bagniste doliny i wzgórza do wysokości 173 m n.p.m. Występuje bardzo duża liczba zjawisk krasowych. Do tej pory odkryto ponad 140 jaskiń. Znajdują się tu też 83 jeziora.
Klimat jest kontynentalny. Średnia roczna temperatura wynosi -0,2°С, średnia temperatura stycznia -14,7 ˚C, a lipca +14,3 ˚C.

## Flora
87% terytorium rezerwatu zajmuje tajga, w której lasy świerkowe (świerk syberyjski) zajmują 73% powierzchni, a lasy sosnowe 16%. Pozostałą część zajmują lasy modrzewiowe i brzozowe.  Rzadko występuje świerk pospolity. Bagna zajmują niewiele ponad 10% powierzchni rezerwatu. 
Flora roślin naczyniowych rezerwatu obejmuje 505 gatunków. Z rzadkich roślin występuje tu m.in.: obuwik pospolity, calypso bulbosa, kukułka Traunsteinera, storczyk kukawka.

## Fauna
Rezerwat zamieszkuje 5 gatunków płazów. Jest to: żaba trawna i żaba moczarowa, ropucha szara, kątoząb syberyjski, traszka zwyczajna. Jedynym przedstawicielem gadów jest jaszczurka żyworodna.
Awifauna na terenie rezerwatu reprezentowana jest przez 157 gatunków. Żyją tu m.in.: łabędź krzykliwy, głuszec zwyczajny, dzięcioł trójpalczasty, jastrząb zwyczajny, puszczyk mszarny, rybołów, sokół wędrowny, orzeł przedni i bielik. 
W rezerwacie żyje 36 gatunków ssaków. Są to m.in.: piżmak amerykański, bóbr europejski, wilk szary, lis rudy, niedźwiedź brunatny, kuna leśna, gronostaj europejski, łasica pospolita, norka europejska, wydra europejska, ryś euroazjatycki.

## Jaskinie
Na terenie rezerwatu znajduje się ponad 140 jaskiń, których całkowita długość przekracza 50 km. 19 z nich ma długość ponad 500 m. Są to w większości jaskinie w kształcie tuneli. Z reguły są one fragmentami wpływającymi do nich rzek i strumieni. Największą jaskinią do tej pory odkrytą jest system jaskiń Kumiczewka-Wizborowskaja (7,2 km długości), a także m.in. jaskinia Piechorowskij prował z dużą studnią z dwudziestometrowym wodospadem oraz jaskinia Jubilejnoj, gdzie znajduje się podziemny lodowiec oraz dwa duże wodospady.